# Robert Linzeler
Robert Linzeler (* 7. März 1872 in Paris; † 25. Januar 1941 ebenda) war ein französischer Segler.

## Erfolge
Robert Linzeler nahm an den Olympischen Spielen 1900 in Paris teil, wo er in drei Wettbewerben antrat. Als Crewmitglied der Yacht Quand-Même misslang ihm in der gemeinsamen Wettfahrt noch die Zieleinfahrt, wurde aber dafür in der ersten und auch der zweiten Wettfahrt in der Bootsklasse 0 bis 0,5 Tonnen jeweils Zweiter. Bei der ersten Wettfahrt wurden sie von Pierre Gervais’ Baby geschlagen, bei der zweiten Wettfahrt war die Fantlet von Émile Sacré schneller. Zur Crew der Quand-Même, deren Skipper Texier hieß, gehörten ein weiterer Segler mit dem Namen Texier sowie Jean-Baptiste Charcot.